# Dativ
Der Dativ gehört in der Grammatik zu den Kasus (deutsch Fällen). Sein Name rührt daher, dass eine typische Funktion des Dativs ist, den Empfänger des Gegebenen zu bezeichnen. Das Wort Dativ ist entlehnt aus lateinisch (casus) dativus, zu lat. dare „geben“ und lat. datum „Gegebenes“.
Für den Dativ wird im Deutschen die Frage Wem? benutzt, er heißt in der deutschen Schulgrammatik daher auch Wem-Fall. Beispiel: Ich gebe der Frau einen Notizblock. → Frage: Wem gebe ich einen Notizblock? → Antwort: der Frau. Gemäß der Reihenfolge der Kasus in der Grammatik des Lateinischen wird der Dativ auch als 3. Fall bezeichnet.  Eine Verbergänzung im Dativ bezeichnet man auch als indirektes Objekt; es ist „der Kasus des statischen Zustands oder der Lagebezeichnung, des Besitzers und des Empfängers“. Nach Otto Behaghel bezeichnet der Dativ die Person, der ein Vorgang oder eine Handlung sich zuwendet.

## Dativ als indirektes Objekt
Die wichtigsten und am häufigsten gebrauchten Verben in der deutschen Sprache, die den Dativ verlangen, lassen sich in zwei Gruppen einteilen:
1. Verben des Gebens und Nehmens wie geben, bringen, schenken, leihen, schicken, helfen
2. Verben der Mitteilung wie sagen, antworten, empfehlen, zeigen, erklären

Diese und ähnliche Dativ-Verben bezeichnen eine Interaktion zwischen zwei oder mehr Personen. Beispiel: Ich empfehle dir die Wikipedia.
Das Subjekt im Nominativ ich empfiehlt der Person im Dativ dir das Objekt im Akkusativ Wikipedia. Weil alle diese Verben mit Dativ eine Handlung bezeichnen, die an eine Person gerichtet ist, ist das indirekte Objekt eigentlich der Partner in der jeweiligen Interaktion. Der Partner erhält etwas, ihm wird etwas gegeben, gebracht, geschenkt …
Eine dritte Gruppe sind Verben, die eine Beziehung bezeichnen, etwa gehören, schmecken, ähneln.

## Dativ bei Präpositionen
Einige Präpositionen verlangen den Dativ an ihrer Ergänzung: z. B. mit: „mit wem?“ – „mit den Eltern“, „womit?“ (auch: „mit was?“) – „mit dem Messer“. Weitere solche Präpositionen sind: aus, außer, bei, entgegen, entsprechend, gegenüber, gemäß, nach, nahe, nebst, samt, seit, von, zu, zufolge und einige andere. Für die häufigsten vergleiche auch den Merkspruch „Von Aus-bei-mit nach Von-seit-zu fährst immer mit dem Dativ du“.
Bei einigen Präpositionen des Ortes können sowohl Dativ als auch Akkusativ stehen. Der Dativ gibt den aktuellen Ort an (wo?), während der Akkusativ die Richtung auf ein Ziel bezeichnet (wohin?). So verhält es sich mit in (Beispiel: „wir schlafen in dem Bett“, „wir gehen in das Bett“). Diese sogenannten Wechselpräpositionen oder dualen Präpositionen, bei denen entweder Dativ oder Akkusativ stehen kann, sind: in, an, auf, vor, hinter, über, unter, neben, zwischen.
Die Präposition ab fordert den Dativ bei Ortsangaben: „Der Zug fährt ab dem Hauptbahnhof“.
Bei einigen Präpositionen wird umgangssprachlich der Dativ als Ersatzform für den Genitiv verwendet. Der Gebrauch des Dativs ist bei Genitiv-Präpositionen dann obligatorisch, wenn das Nomen (Substantiv) nicht von einem Artikel oder einem Adjektiv mit Kasusendung begleitet wird.
Beispiel:
- mit Genitiv: „während vieler Tage“
- nur mit Dativ: „während Tagen“

## Typen
Es werden verschiedene Bedeutungen unterschieden. Es folgt eine unvollständige Liste der Dativbenutzungen.

### dativus commodi bzw. incommodi
Der Dativ bezeichnet, zu wessen Vorteil (commodum) bzw. Nachteil (incommodum) etwas geschieht (auch Dativ der Beteiligung).
Beispiel: „Er trägt ihr den Koffer.“

### dativus ethicus
Der Dativ bezeichnet die innere Teilnahme (meist 1. oder 2. Person), z. B. von Eltern oder Großeltern (auch ethischer Dativ, Dativ des Interesses).
Neben dem dativus ethicus kann ein „echter“ Dativ stehen:
Beispiel: „Macht mir dem Lehrer keinen Ärger!“
Im Kölschen steht er in der 2. Person Singular oder Plural, Beispiel: „Dat wor üch enen Käuverzäll“ („Das war euch ein unsinniges Gequatsche“).

### dativus possessivus
Der Dativ bezeichnet eine Person oder Sache, auf die ein Teil bezogen wird (auch dativus possessoris, Pertinenzdativ, Zugehörigkeitsdativ).
Beispiel: „Ihm schmerzen die Beine.“
Im Lateinischen: Mihi equus est. Wörtliche Übersetzung: „Mir ist ein Pferd“. Gemeint ist: „Ich habe ein Pferd“ oder „Ich besitze ein Pferd“.

### dativus iudicantis
Der Dativ bezeichnet den Standpunkt, von dem aus eine Aussage gültig ist.
Beispiel: „Der Schwamm war ihm zu nass.“, „Der Moderator ist mir zu nervös.“
Tritt meist im Zusammenhang mit Gradpartikeln wie „zu“, „allzu“, „genug“ etc. auf, aber auch mit bestimmten Adverbien wie „peinlich“, „klar“ oder „unheimlich“.

### dativus finalis
Der Dativ drückt einen Zweck aus. Er ist im heutigen Deutsch selten und wirkt gehoben.
Beispiel: „Er lebt nur seiner Arbeit.“
Im Lateinischen existiert er insbesondere als doppelter Dativ (Bsp. tibi laetitiae = „dir zur Freude“ = „um dir eine Freude zu machen“).

### inkongruenter Dativ
Eine Nominalphrase im Genitiv kann außerstandardsprachlich eine Apposition im Dativ statt im Genitiv erhalten; wie ja auch bei anderen grammatischen Phänomenen (wie bspw. dem Kasusgebrauch bei Präpositionen) der Genitiv oft ersetzt wird.
Beispiel: „Ein Bischof ist für die geistliche und verwaltungsmäßige Leitung eines Gebiets, dem Bistum, zuständig.“

## Schriftsprache im Vergleich mit der gesprochenen Sprache

### Possessiv-Konstruktionen
Besitzanzeigende Dativ-Konstruktionen nach dem Muster NominalphraseDativ Possessivpronomen3. Pers. Singular/plural SubstantivNominativ (z. B. „Dem Hans sein Hut“) sind seit langem in vielen deutschen Dialekten und der Umgangssprache verbreitet. Die Nominalphrase kann dabei auch durch ein Demonstrativpronomen („dem sein Hut“) oder eine Interrogativpronomen („wem sein Hut“) repräsentiert werden. Ferner sind ineinander geschachtelte Konstruktionen möglich („Der Frau ihrem Mann sein Hut“).
In Teilen des Rheinlands und Hessens ist auch die Konstruktion „Wem ist der Hut? Der Hut ist dem Mann“ (für „Wem gehört der Hut? Der Hut gehört dem Mann“) gebräuchlich und wird dort sogar von vielen Sprechern irrtümlich als standardsprachlich korrekt wahrgenommen.
Sowohl in der Schriftsprache und der gehobenen Sprache als auch in der hochdeutschen Umgangssprache sind diese Formen jedoch nicht üblich und gelten als stilistisch fragwürdig. Ausdruck findet diese Haltung in dem von Bastian Sick aufgegriffenen ironischen Spruch „Der Dativ ist dem Genitiv sein Tod“.

### Präpositionale Genitiv-Substitution
Aber auch da, wo eine Präposition in der Standard- und Schriftsprache den Genitiv fordert, ist der Dativ in der Umgangssprache häufig (z. B. „wegen dem schlechten Wetter“ statt „wegen des schlechten Wetters“).
Umgekehrt wird in etlichen Fällen der nach bisherigem Sprachgebrauch und Sinn gebotene Dativ durch den Genitiv ersetzt. Beispiele: gemäß, entgegen, dank, laut.

### Akkusativ-Konstruktionen
Regional (nicht standardsprachlich) wird manchmal statt des Dativs vor allem in Kombination mit der Präposition mit der Akkusativ verwendet, also beispielsweise „mit die Füße“ oder „mit deine Freunde“.

## Dativ-Flexion der Substantive

### Dativ-e
Substantive, die im Genitiv Singular auf -(e)s enden, also stark gebeugte männliche und sächliche Hauptwörter, kannten im Mittelhochdeutschen die spezifische Dativendung -e. Diese wurde in frühneuhochdeutscher Zeit teils aus lautgesetzlichen Gründen (Apokope von -e) und teils aus morphologischen Gründen (Übergang von Kasus- auf Numerusflexion) abgebaut, existiert aber in den ostmitteldeutschen sowie den zimbrischen Mundarten bis heute. In der geschriebenen Sprache war dieses Dativ-e aber noch bis in die Mitte des 20. Jahrhunderts recht häufig.
Im heutigen Sprachgebrauch ist das Dativ-e auch in der Schriftsprache selten anzutreffen und findet sich am ehesten noch in der gehobenen Sprache. Am häufigsten kommt es in mehr oder weniger fest gefügten Wendungen wie beispielsweise in diesem Sinne, im Hause (als Briefanschrift), Warnung vor dem Hunde oder im Jahre vor. Mitunter ergeben sich damit parallele Verwendungen; Beispiele:
- im Zug (lokal: ‚in dem Verkehrsmittel‘, z. B. Wir standen am Bahnsteig und winkten den Freunden im Zug.) — im Zuge (konsekutiv: ‚in Folge von‘, z. B. im Zuge der Ermittlungen)
- im Punkt (lokal: z. B. Die Geraden treffen sich im Punkt S.) — im Punkte (limitativ: ‚in der Angelegenheit‘, z. B. Im Punkte der Notwendigkeit einer Untersuchung gebe ich Ihnen Recht.)
- am Tag (temporal: ‚an einem bestimmten Tag‘, z. B. am Tag der Befreiung) — am Tage (temporal: während der hellen Tageshälfte, z. B. Am Tage wurde unter freiem Himmel gearbeitet, am Abend in der Stube.)
- am Fuß (konkret: ‚am Körperteil‘, z. B. Sie hat sich am Fuß verletzt.) — am Fuße (metaphorisch in der Wendung am Fuße des Berges)

Außerdem existieren diese Formen in etlichen präpositionalen Verbindungen
- mit Verben: z. B. über etwas im Bilde sein, sich im Grabe umdrehen, jemanden zu Tode erschrecken, im Halse stecken (bleiben)
- mit Adjektiven oder Adverbien: z. B. fehl am Platze, dem Tode nahe
- als adverbiale Bestimmungen: z. B. heutzutage, imstande, zugrunde.

Auch kann das Dativ-e aus stilistischen und rhythmischen Gründen weiterhin gesetzt werden (z. B. in dem Lied: „Am Brunnen vor dem Tore, da steht ein Lindenbaum“).
Eine Erhebung von Behaghel zum Gebrauch des Dativ-e beziehungsweise der endungslosen Form in 19 Texten von Martin Luther bis zum Ende des 19. Jahrhunderts ergab keinen klaren Trend, sondern eine unstrukturiert wirkende Punktwolke. Es fehlen bei diesem Befunde allerdings Daten des 20. Jahrhunderts.
Die Endung -e im Dativ Singular ist in folgenden Fällen nicht möglich:
- bei sämtlichen Wörtern mit femininem Genus (ein -e in diesen Wörtern gehört zum Wortstamm, z. B. in der Folge)
- bei Substantiven, die auf -el, -em, -en, -er oder einen Vokal enden (z. B. mit silbernem Löffel, mit ruhigem Atem, im Leben wie im Sterben, bei schönem Wetter, mit dem Auto)
- bei Eigennamen (ohne Erweiterung[9]) und Fremdwörtern (z. B. mit dem Kommentar)

Letztendlich ist die Verwendung des Dativ-e jedoch meist vom Sprachgefühl des Sprechers abhängig.

### Dativ-en bzw. -n

#### Singular
Schwach flektierte maskuline Substantive kennen standardsprachlich im Singular ein Dativ-en, z. B. „dem Fürsten, dem Boten, einem Soldaten“ (vgl. Nominativ „der Fürst, der Bote, der Soldat“); auch das im Singular unregelmäßig deklinierte, neutrale Substantiv „Herz“ hat im Dativ die Form „dem Herzen“. Im Mittel- und Frühneuhochdeutschen wurde auch bei femininen Substantiven, die auf -e enden, der Dativ Singular durch Anhängen eines -n gekennzeichnet: „in einer Hütten“. Diese Form ist heute ausgestorben. Sie findet sich nur noch in Wendungen wie „auf Erden“, „auf Seiten“, dann auch in älteren Texten bei Frauennamen, so etwa in dem aus der k.u.k.-Zeit stammenden Lied „Heil Franz Josef, Heil Elisen“.
In gewissen deutschen Dialekten sowie im Jiddischen ist -(e)n bei der Flexion von Personennamen, im Jiddischen darüber hinaus bei gewissen Verwandtschafts- und Personenbezeichnungen immer noch üblich. Im Bairischen ist das Dativ- und Akkusativ-(e)n in alle Flexionsformen übergegangen, so heißt es hier auch im Nominativ Singular „die Wiesen, Wiesn“. Das Gleiche gilt für viele alemannische Mundarten, wobei hier infolge des n-Schwunds die Endung auf -e ausgeht: d Wise (< mittelhochdeutsch die wisen).

#### Plural
Im Plural ist die Dativ-Endung -en bzw. -n standardsprachlich obligatorisch, z. B. „der Tag → die Tage → (an) den Tagen“, „das Feld → die Felder → (auf) den Feldern“ oder „die Mutter → die Mütter → den Müttern“. In manchen deutschen Mundarten und in der dialektnäheren Umgangssprache fällt die Endung allerdings oft weg. Bei schwachen und einigen starken Substantiven endet der gesamte Plural auf -(e)n, weshalb eine gesonderte Dativ-Endung nicht zum Tragen kommt: „der Bote → die Boten → von den Boten“, „der Garten → die Gärten → in den Gärten“. (Fremd)Wörter, die den Plural mit -s oder -a bilden, kennen diese auch im Dativ: „das Auto → die Autos → mit den Autos“, „das Visum → die Visa → mit den Visa“.

## Andere Sprachen
Das Altgriechische und das Lateinische kennen den dativus auctoris (handelnde Person bei Passivkonstruktionen wie auch beim Verbaladjektiv auf -teos im Griechischen und bei Gerundiv-Konstruktionen im Lateinischen). Das Altgriechische kennt darüber hinaus noch den dativus instrumenti (Werkzeug oder Mittel), den dativus modi (Art und Weise), den dativus mensurae (er gibt den Unterschied bei Vergleichen an) sowie einige andere. Diese drückt das Lateinische meist mit dem Ablativ aus.